# Animals (canción de Maroon 5)
«Animals» —en español: ‘Animales’— es una canción de la banda estadounidense Maroon 5, incluida en su quinto álbum de estudio V, de 2014. La compusieron Adam Levine, Benjamin Levin y Johan Schuster y producida por este último. Musicalmente, es una canción pop con estilos e influencias del dance pop; su letra trata de «cazar a una mujer», haciendo énfasis en la depredación sexual como los animales. La compañía discográfica Interscope Records la lanzó al mercado oficialmente el 24 de agosto de 2014 como el segundo sencillo del disco, después de «Maps».
Recibió comentarios positivos por la voz de Levine en el tema pero negativos por su contenido lírico, ya que varios críticos encontraron señales de acoso sexual y un trato inapropiado a las mujeres. Comercialmente, consiguió entrar al top 10 de Canadá, Corea del Sur, Dinamarca, Eslovaquia, los Estados Unidos, Finlandia y la República Checa en sus respectivos listados musicales (descarga digital, airplay o streaming). Su vídeo musical oficial, la banda lo subió a YouTube en su cuenta de VEVO el 29 de septiembre de 2014, el cual generó polémica por fomentar la violencia contra la mujer al mostrarse como un carnicero psicópata. La organización RAINN (Rape, Abuse & Incest National Network [Red Nacional de Violación, Abuso e Incesto]) y el National Sexual Violence Resource Center (Centro de Recursos Nacional de Violencia Sexual) presentaron fuertes denuncias, afirmando el inapropiado contenido del clip.

## Antecedentes y descripción

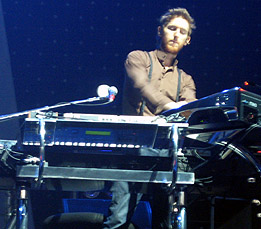
Para V, el tecladista Jesse Carmichael regresó a la banda.

Luego de publicar su cuarto álbum de estudio, Overexposed en 2012, Maroon 5 recibió críticas acerca de que no posee «encantos y ganchos memorables» en las canciones de este disco, aunque destacando la voz de Levine y la producción del mismo. Para las grabaciones de V, el tecladista integrante de la banda Jesse Carmichael regresó para este disco, luego de que él decidiera tomarse un descanso durante la producción de Overexposed. Por otro lado, la banda firmó un nuevo contrato con la compañía discográfica Interscope Records, luego de que esta disolviera su antigua disquera A&M Octone Records. La revista Los Angeles Times apoyó la decisión de recurrir a productores de alto perfil del pop —como en «Animals»— a pesar de que es una agrupación de rock. En una entrevista con Ryan Seacrest, Levine declaró respecto a las canciones de V:

«Estoy tan entusiasmado con este álbum. Sobre todo porque creo que es lo que siempre hacemos con cada canción, que es un poco de todo lo que hemos hecho como una banda musical. Es una especie de todas esas cosas en este álbum. Es lo que solía sonar, es cómo sonamos ahora, es lo que queremos sonar como mañana. Son todos esos elementos se combinaron para hacer uno, creo, realmente un gran álbum».

«Animals» es una canción pop con estilos e influencias del dance pop. La compusieron Adam Levine, Benjamin Levin y Johan «Shellback» Schuster y producida por este último. Sus grabaciones se llevaron a cabo en los estudios Conway en Los Ángeles y MXM en Estocolmo. De acuerdo con una partitura publicada en el sitio web Musicnotes por Kobalt Music Publishing America, Inc., el tema tiene un tempo moderato entre noventa y dos y noventa y seis pulsaciones por minuto y está compuesto en la tonalidad de mi menor. El registro vocal de Perry se extiende desde la nota mi3 hasta la do5. En cuanto a su instrumentación, los miembros de Maroon 5 estuvieron a cargo de distintos implementos musicales: Jesse Carmichael (teclados), Mickey Madden (bajo), James Valentine (guitarra), Matt Flynn (percusión y tambores) y Paul Morton, Jr. (teclados). Por otro lado, «Shellback» colaboró en gran parte en la grabación, instrumentación adicional, programación y voz de apoyo.

## Recepción

### Crítica
«Animals» obtuvo comentarios positivos y negativos de parte de los críticos. Jon Dolan de la revista Rolling Stone escribió: «A lo largo de la primera mitad de la década de 2000, Maroon 5 fue una banda de pop rock ecléctico con un montón de melodías pegadizas y pero [sin una] imagen bien definida. En "Animals", [Adam Levine] es la pantera intensa del sexo». Por otro lado, Craig Manning de AbsolutePunk se refirió a la mayoría de las canciones de V como «misoginias» y en específico de «Animals», dijo que utiliza el poder vocal de Levine para enmascarar la promoción de la violación que hace referencia en su letra. Annie Galvin del sitio web PopMatters criticó la canción fuertemente, junto con «In Your Pocket»:

«La canción se destaca como uno de los [temas] desechables ultra genéricos del álbum. Al igual que "In Your Pocket", la canción amplifica letras que esencialmente celebran la depredación sexual por parte de primer plano de percusión dubstep que resuena como un puñetazo en el estómago y la adición de un lobo alegre aullando al final del coro. Con líneas como "Baby I'm preying on you tonight / Hunt you down eat you alive" ("Bebé estoy cazando en esta noche / Cazándote comiendo vivo"). "Animals" no está haciendo ningún favor contra la misoginia, pero [a parte de sus] letras cuestionables, la composición ofrece algo nuevo [en la incursión] del género sexualmente voraz de dance pop».

### Rendimiento comercial
En los Estados Unidos, recibió un buen rendimiento comercial. Debutó en la posición ochenta y seis en la lista Billboard Hot 100. Luego del lanzamiento de su controversial vídeo musical el 29 de septiembre de 2014 y la presentación de la banda en Saturday Night Live el 4 de octubre, la canción ascendió en distintos listados: Subió al octavo lugar en la Billboard Hot 100, siendo su décimo top diez y el sexto consecutivo; vendió más de 115 000 copias digitales, lo que le permitió ocupar el puesto número cinco en la Digital Songs; entró en la Radio Songs en el número treinta y tres con treinta y siete millones en audiencia y alcanzó el número nueve en Straming Songs con más de seis millones de difusión multimedia del vídeo. A la semana siguiente, obtuvo las posiciones número siete, tres con 114 000 descargas, veinte con cuarenta y nueve millones de audiencia radial y diez con cinco millones en streaming, respectivamente. No obstante, ha alcanzado el tercer puesto en la Billboard Hot 100, su cuarto número uno en Radio Songs con ciento cuarenta y un millones de audiencia y su mejor semana en ventas de más de 124 000 descargas. Por otro lado, la agrupación logró el número dos en Adult Pop Songs y su séptimo número uno en la Pop Songs a su octava semana en el conteo con 15 878 reproducciones, siendo este el más rápido ascenso a la cima para una canción de la banda, luego de que «Moves Like Jagger» con Christina Aguilera lo hiciera en diez semanas; además de ser la banda con la mayor cantidad de números uno. En Canadá, ha subido hasta el segundo lugar, detrás de «All About That Bass» de Meghan Trainor. En cuanto a países de habla hispana, sólo llegó a las posiciones doce y veinticuatro en México y España, respectivamente; el primero en el conteo Mexico Airplay y el otro en Top 50 Canciones.
En Alemania, la canción obtuvo el decimoprimer lugar de su lista oficial. Por otro lado, llegó a las posiciones número diecisiete, veintiocho y treinta y seis en los respectivos rankings musicales de Suecia, Suiza y Austria, respectivamente. Tras figurar en el puesto catorce del Top 20 Digital Download de Italia, el sencillo recibió la certificación de disco de oro de parte de la Federación de la Industria Musical Italiana (FIMI), por vender más de quince mil copias digitales en el país. En Dinamarca, la pista logró el lugar veintiséis en el Tracklisten Top 40 y además, la Federación Internacional de la Industria Fonográfica (IFPI) le concedió un disco de oro, debido a más de 1,3 millones de difusión multimedia en aplicaciones como Spotify. Además, ha llegado al top diez en países como Eslovaquia, Finlandia, Hungría y la República Checa, en alguna lista de las que publica cada país. En Escocia, Irlanda y el Reino Unido obtuvo similares posiciones, todas debajo del puesto veinte pero encima del treinta.

## Posicionamiento en listas

### Semanales
| País              | Lista                            | Mejor posición |
| 2014              | 2014                             | 2014           |
| ----------------- | -------------------------------- | -------------- |
| Alemania          | German Singles Chart             | 11             |
| Australia         | Australian Top 100 Singles       | 62             |
| Austria           | Ö3 Austria Top 75                | 26             |
| Bélgica (Flandes) | Ultratop 50                      | 47             |
| Bélgica (Valonia) | Ultratop 40                      | 22             |
| Bulgaria          | Bulgarian Airplay Top 5          | 1              |
| Canadá            | Canadian Hot 100                 | 2              |
| Corea del Sur     | Gaon Download Chart              | 7              |
| Corea del Sur     | Gaon Download Chart              | 1              |
| Dinamarca         | Tracklisten Top 40               | 15             |
| Escocia           | Scottish Top 40 Singles          | 27             |
| España            | Top 50 Canciones                 | 12             |
| Eslovaquia        | Slovakia Digital Singles Top 100 | 2              |
| Estados Unidos    | Billboard Hot 100                | 3              |
| Estados Unidos    | Digital Songs                    | 3              |
| Estados Unidos    | Radio Songs                      | 1              |
| Estados Unidos    | Streaming Songs                  | 9              |
| Estados Unidos    | Pop Songs                        | 1              |
| Estados Unidos    | Adult Pop Songs                  | 1              |
| Finlandia         | Finnish Singles Chart            | 4              |
| Hungría           | Rádiós Top 40                    | 2              |
| Irlanda           | Irish Singles Chart              | 23             |
| Israel            | International Airplay Chart      | 5              |
| Italia            | Top 20 Digital Download          | 13             |
| México            | Mexico Airplay                   | 5              |
| Noruega           | VG-Top 20 Låt                    | 15             |
| Nueva Zelanda     | NZ Top 40 Singles                | 11             |
| Países Bajos      | Dutch Single Top 100             | 18             |
| Polonia           | Polish Airplay Top 20            | 4              |
| Reino Unido       | UK Singles Chart                 | 27             |
| República Checa   | Czech Digital Singles Top 100    | 3              |
| Suecia            | Swedish Singles Top 60           | 17             |
| Suiza             | Schweizer Singles Top 75         | 18             |

| Anterior: «All About That Bass» de Meghan Trainor | Bulgarian Airplay Top 5 — Sencillo número 1 24 de noviembre de 2014 - presente | Siguiente: - |
| Anterior: «Habits (Stay High)» de Tove Lo         | Radio Songs — Sencillo número 1 29 de noviembre de 2014 - presente             | Siguiente: - |
| Anterior: «Habits (Stay High)» de Tove Lo         | Pop Songs — Sencillo número 1 29 de noviembre de 2014 - presente               | Siguiente: - |
| Anterior: «Shake It Off» de Taylor Swift          | Adult Pop Songs — Sencillo número 1 6 de diciembre de 2014 - presente          | Siguiente: - |

### Certificaciones
| País           | Organismo certificador | Certificación | Ventas  | Simbolización | Ref.                 |
| -------------- | ---------------------- | ------------- | ------- | ------------- | -------------------- |
| Canadá         | CRIA                   | 2× Platino    | 160 000 | 2▲            | [ 58 ]               |
| Corea del Sur  | Gaon                   |               | 973 984 |               | [ 59 ] [ 60 ] [ 61 ] |
| Dinamarca      | IFPI                   | Platino       | 30 000  | ▲             | [ 36 ]               |
| Estados Unidos | RIAA                   |               | 1 000   |               | [ 62 ]               |
| Italia         | FIMI                   | Platino       | 3 000   | ▲             | [ 34 ]               |
| Reino Unido    | BPI                    | Plata         | 200 000 |               | [ 63 ]               |
| Suecia         | GLF                    | Platino       | 40 000  | ▲             | [ 64 ]               |

## Créditos
- Carmichael, Jesse: Teclados.
- Eylands, Eric: Asistente de ingeniería.
- Flynn, Matt: Percusión y tambores.
- Ghenea, Serban: Mezcla.
- Hanes, John: Ingeniería de mezcla.
- Levin, Benjamin: Composición.
- Levine, Adam: Composición y voz principal.
- Madden, Mickey: Bajo.
- Martin, Max: Grabación vocal.
- Morton Jr., Paul: Teclados.
- Passovoy, Noah: Ingeniería.
- Roberts, Tim: Asistente de ingeniería de mezcla.
- Schuster, Johan: Bajo adicional, composición, grabación, guitarra adicional, instrumentación, producción, programación, tambores adicionales, teclados adicionales y voz de apoyo.
- Valentine, James: Guitarra principal.

Fuente: Discogs y folleto de V.